# Jakkapong Polmart
Jakkapong Polmart (thailändisch จักรพงษ์ ผลมาตย์; * 6. April 2000), auch als Jay bekannt, ist ein thailändisch-ghanaischer Fußballspieler.

## Karriere
Jakkapong Polmart erlernte das Fußballspielen in den Jugendmannschaften der Erstligisten Buriram United und Chonburi FC. Seinen ersten Vertrag unterschrieb er 2017 beim Nonthaburi FC. Der Verein aus Nonthaburi spielte in der Western Region der Thai League 4. 2018 wechselte er zum Drittligisten Royal Thai Army FC nach Bangkok. Mitte 2019 nahm ihn der Zweitligist Army United unter Vertrag. Für den Bangkoker Verein spielte er zweimal in der Thai League 2. Nachdem die Army Ende 2019 bekannt gab, dass sich der Club aus der Liga zurückzieht, wechselte er zum Erstligaaufsteiger BG Pathum United FC. Bei BG stand er bis März 2020 unter Vertrag. Von Mitte März bis Ende Dezember 2020 war er vertrags- und vereinslos. Anfang Januar 2021 verpflichtete ihn der Zweitligist Samut Sakhon FC. Am Ende der Saison musste er mit dem Verein aus Samut Sakhon als Tabellenletzter in die dritte Liga absteigen. Nach dem Abstieg verließ er den Verein und schloss sich im August 2022 seinem ehemaligen Verein Royal Thai Army FC an. Mit dem Verein spielte er in der Bangkok Metropolitan der Liga. In zwei Spielzeiten bestritt er für den Verein 31 Ligaspiele und schoss dabei 15 Tore. Im Sommer 2023 wechselte er in die erste Liga. Hier schloss er sich dem Sukhothai FC an. Nach 24 Ligaspielen wechselte er im Januar 2025 in die dritte Liga. Hier schloss er sich in Sattahip dem in der Eastern Region spielenden Fleet FC an. Am Ende der Saison 2024/25 belegte er mit dem Verein den zweiten Tabellenplatz. In den Aufstiegsspielen zur zweiten Liga konnte man sich jedoch nicht durchsetzten. Nach sechs Ligaspielen wechselte er zum Drittligaaufsteiger Burapha United FC. Mit dem Klub spielt er ebenfalls in der Eastern Region.